# Veronique Steeno
 Veronique Steeno (Mechelen, 10 april 1950) is een Vlaams regisseur, scenariste, animator, grafisch ontwerper, schrijfster en organisator.

## Biografie
Zij werd geboren als dochter van François Steeno (1909-1982), een kunstglasschilder over wie ze later een biografie schreef.
Veronique Steeno studeerde aan de Koninklijke Academie voor Beeldende Kunsten van Mechelen en aan de Koninklijke Balletschool 'De Jeugd' in Mechelen. Zij begon haar studies in animatiefilm aan het RITCS (Hoger Rijksinstituut voor Toneel en Cultuurspreiding) in Brussel in 1968 onder de leiding van Ray Goossens en behaalde haar diploma in 1972. Gedurende deze studies werkte zij als animator samen met Mil Lenssens, grafisch ontwerper en regisseur.
Zij onderwees animatiefilm aan het Stedelijk Hoger Instituut voor Visuele Kommunikatie en Vormgeving (SHIVKV) in Genk, heden Katholieke Hogeschool Limburg, afdeling Audiovisuele Media tot in 2003.
Steeno heeft vele scenario's geschreven en publiceerde essays over Belgische animatie. Sinds 1972 is zij onder meer actief als conferentiepresentatrice op nationale en internationale festivals, België, Nederland en Bulgarije inbegrepen. Zij onderwees film- en scenarioschrijven aan de Nationale Academie voor Theater en Filmkunst (VITIZ / NATFIZ) in Sofia, Bulgarije, in het kader van het Tempus Project.
Ze schreef in het Engels het libretto voor de opera Reinard the Fox met als componist de Bulgaar Kiril Lambov. (1955-2019). Ook schreef ze in het Engels het libretto voor de musical Tyl Uilenspiegel gecomponeerd door de Bulgaar Yossif Guerdjikov en in het Engels een één-act opera ballet "The Baron of Arquennes" met als componist Kiril Lambov en een oratorio "I do not say farewell, but only Goodbye!" en "Memory is the past and present!" componist Yossif Guerdjikov, en ze realiseerde in 2014 de korte film "Evasion" met muziek van Yossif Guerdjikov.
Steeno is ook actief als dichter; zij schreef en publiceerde Hommage aan een Kunstenaar voor het Volk! Frans Steeno - Kunstglasschilder - Vijfdelige Retrospectieve Biografie in het Nederlands en Frans.
Vanaf 2010 is ze actief als organisator van The Euterpe Rose of Karlovo - The National Opera Singing Competition in Karlovo.  Vanaf 2011 werd The Euterpe Rose of Karlovo een jaarlijkse, internationale competitie. Ze organiseert tijdens de competitiedagen in de Stads Galerij Karlovo tentoonstellingen van Belgische en Bulgaarse artiesten, waaronder de Belgisch/Italiaanse schilder, scenograaf en regisseur Stefano Giuliani, de Belgische graficus Josette Janssens, de Belgische kunstglasschilder François Steeno, de Bulgaarse schilder, scenograaf en regisseur Ivan Savov, de Bulgaarse componist Parashkev Hadjiev, de Belgische cineast en animator Raoul Servais met een retrospectief van zijn animatiefilms en voor september 2016 is de Bulgaarse scenografe Maya Petrova voorzien.
Op 12 september 2015 te Karlovo is de opera Reinaard the Fox in première gegaan met laureaten van The Euterpe Rose of Karlovo, het orkest Simfonieta Sofia en met dirigent en componist Kiril Lambov.
Vanaf 2016 wordt de competitie afwisselend piano en opera, viool en opera.

## Actrice
Tussen 1958 en 1968 trad ze op als actrice en danseres in producties in Mechelen, Leuven, Tienen en Antwerpen. In 1972 speelde ze 'Raf Tastenoy' in de film Rolande met de bles van Roland Verhavert.

## Animatie
Steeno is medeoprichtster van het Bureau International de Liaison d’Instituts de Film d’Animation (BILIFA) in Parijs. Ze werkte als animator voor de film Het lied van Halewijn van regisseur Raoul Servais, en voor Harpya, en regisseerde en schreef animatiefilms als Exortus, Pukki en De Witte Duif, waarvan ze laatstgenoemde animatiefilm opdroeg aan haar vader en Liefde in vrijheid regisseur Jacques Kupissonoff - 1977 als animator.
Ze was actief lid van ASIFA (Association International de Film d'Animation - Internationale animatiefilmorganisatie). Ook organiseerde ze als artistiek directeur van 1981 tot en met 1990 het Internationaal Tekenfilm Festival in Genk en het Festival van de Animatiefilm uit België 1997 in Sofia, Bulgarije.
Ze zette een studio op in Sofia om jonge Bulgaarse regisseurs van animatiefilms aan werk te helpen. Ze was ook lid van verschillende jury’s van internationale animatiefilmfestivals zoals dat van Annecy (Frankrijk), Ottawa (Canada), Hiroshima (Japan), Espinho (Portugal), Zagreb (Kroatië) en Varna (Bulgarije).
- Gemeinsame Normdatei: 1074965876
- Virtual International Authority File: 317277658
- WorldCat: E39PBJjmWVMwVhkwHFdwHty8G3